# 남작
남작(男爵, Baron, 여성형: 남작 부인(男爵 夫人, Baroness), 여남작(女男爵))은 자작의 하위로, 오등작 귀족의 마지막에 해당하는 작위이다.

## 동양
비공식적으로 유교 경전에서 다른 오등작과 함께 고대 중국의 하나라 시대부터 존재하고 있었으며 상나라때에는 자작위와 함께 폐지되다가 은주혁명 이후 주나라가 패권을 쥐면서 자작위와 함께 부활했다 하지만 인위적으로 조작된 흔적이 있어 실제로는 주나라 당시에 만들어진 것으로 추정되고 있다.

### 중국
주나라 당시 오등작중 최하위였으며 자작과 함께 50리의 영토와 1군(軍)을 둘 수 있었고 당시 남작에 봉작된 제후로는 허의 군주가 대표적인 예다. 이후 진나라에선 상앙의 변법으로 사라진 후 진한 시대까지 역사의 그늘에 있다가 위진남북조 시대에 개국남이란 명칭으로 부활해 당시의 행정 명칭에 따라 현남으로 불렸으며 이후 청나라 시대까지 존재하다가 신해혁명으로 청과 함께 제정이 무너지면서 폐지되었다.

### 일본
메이지 유신 이후 황족과 사족사이에 화족 계급이 성립하면서 화족신분중 마지막인 제5등위 계급으로 남작위가 만들어졌다. 수여 기준은 메이지 유신 이후에 화족이 된 자, 류큐 왕가의 방계 왕족, 주요 신사(神社)의 신직(神職)을 세습해 온 14가문, 정토진종계 세습 주지 4가문, 남조 조정의 충신의 후손, 기타 국가에 훈공이 있는 자 등이다. 또, 다이묘중 세력이 가장 적은 이들이 이 작위에 편제되었다. 당시 일본은 수직적 계급사회로 황족-화족-사족-평민의 4신분으로 나뉘어 있었다. 그러나 일본이 1945년 태평양 전쟁에서 미국에 패하자 미군정은 1947년 만민평등주의 명분을 내세워 화족제도를 비롯한 모든 특권계층을 일소(일본 황실은 제외)하였는데 이 때 남작위도 다른 오등작과 함께 폐지되었다. 참고로 일본 화족 계급의 습작(해당 작위의 세습)은 원칙적으로 남성만이 가능했고 여성에게는 승계될 수 없었다.

### 한국
고려시대의 문종때 종5품 현남(縣男)이 남작에 해당된다. 개국남(開國男)이라고도 한다. 자작에 해당하는 정5품 개국자(開國子)의 바로 아래 서열의 작위이며 봉작된 이로는 제양현개국남(濟陽縣開國男) 채충순, 해남현개국남(海南縣開國男) 주저 등이다. 원(몽골제국)의 내정 간섭기를 거치면서, 제후국에 이러한 작위제도가 존재하는 것은 참람한 것이라는 명목하에 충렬왕때 폐지되었다. 훗날 원의 세력이 약해진 공민왕대에 들어 자주권을 회복하려는 움직임의 일환으로 격하되었던 여러 칭호들을 복원하는 과정에서 잠시 부활하기도 하였으나 이내 사라지는 등 변천을 겪었다. 그 후 역성혁명으로 고려를 무너뜨리고 등장한 조선 개국 초기에 전례를 따라 개국공신들에게 공신들의 본관에 따라 작위를 수여하였으나 태종이 즉위한 후인 1401년 명과의 관계원활을 이유로 다른 작위와 함께 폐지하였다. 훗날인 1898년, 조선이 대한제국으로 칭제건원을 했으나 여전히 봉군제를 유지했고, 경술국치 이후 일제가 한일합방에 공이 있다는 구 대한제국의 방계황족과 관리 76명에게 작위를 수여했는데 이 때 남작위를 수여받은 이는 총 45명이었다. 이항구(李恒九) 장관과 같은 공적이 뚜렷한 자가, 남작 위계에 봉해졌다.

## 서양
서양의 남작은 영주 중에 가장 세력이 적은 이들을 가리키는 말로 원래는 국왕에게 직접 영지를 하사받은 이들을 지칭하는 말이었다. 그러나 봉건화가 진행되는 후기에는 보통 휘하에 소영주를 거느리지 못한 몇 개의 장원 정도를 가지고 직접 영지를 통치하는 이들을 지칭하는 말이 되어 사실상 기사와 함께 소영주로 분류된다. 다만 남작 중에도 대남작이라 해서 백작을 능가하는 세력을 지닌 이가 존재하기는 했다.

### 프랑스
12세기 프랑스에서 바롱(baron)은 한정된 의미에서 볼 때, 요지에 있는 봉토를 가진 모든 영주들을 일컫는 말이었다. 그러나 13세기말에 이르러서는 국왕에게 직접 봉토를 받은 실력자들을 뜻하게 되었고, 따라서 중간 정도의 지위를 가진 봉신에 불과했던 백작보다 영향력이 더 컸다. 하지만 14세기 초부터는 남작 칭호가 그 중요성을 잃기 시작했다. 대부분의 남작이 여전히 다른 백작들보다 권세있고 영지가 많기는 했으나 지위는 백작과 자작 밑으로 떨어졌다. 17세기까지는 남작 칭호를 가지려면 남작령을 소유해야만 가능했는데, 절대군주제하에서는 루이 14세에 의해 수많은 국왕칙허장을 내려 수많은 남작을 만들었기 때문에 남작의 가치는 이때 처음으로 떨어졌다. 남작위 수여는 그 뒤 나폴레옹 황제가 다시 시작했으며 루이 18세, 사를 10세, 루이 필리프 때까지 이어졌고, 그 뒤 얼마 동안은 없다가 나폴레옹 3세 때 다시 한번 대대적으로 작위를 수여하는 일이 벌어졌다. 1870년 이후부터는 남작 칭호가 공식적으로 인정받지 못했고 프랑스의 역대 공화정부들도 이 칭호를 사용하는 것에 대해 너그러운 태도를 보였다. 이같은 정부의 태도 때문에, 사실 이렇다 할 권리가 없는 사람들도 남작으로 칭하게 되는 사례가 빈번해져 혼란이 일어났다.

### 독일
독일에서는 남작을 신성 로마 제국의 '자유로운 영주'를 뜻하는 말인 프라이헤어(Freiherr)라고 불렀다. 원래 이 말에는 왕가 사람들과 같은 지위라는 의미가 들어 있었으며 이들 대부분은 백작(Graf) 칭호를 갖지 않았으면서도 백작의 권한을 행사했다. 이들 가운데 세력이 강한 자들이 스스로 백작을 칭하게 되면서 프라이헤어 칭호는 그보다 낮은 귀족 작위가 되었다. 황제칙허장을 내려 프라이헤어의 칭호를 수여하는 관행은 16세기 황제 카를 5세 때 생겼고 뒤에 가서는 독일의 모든 군주들이 그를 따르게 되었다.

### 이탈리아
중세 이탈리아의 남작들은 자신의 영지 안에서 막강한 재판권을 행사했고 때로는 사형까지 언도할 수 있었다. 물론 항소권도 있기는 했으나 별로 유용성이 없었고 시칠리아나 사르데냐에서는 아예 존재하지도 않았다. 중세 말기에 이르러 남작의 권력은 특히 남부에서 강해져, 화폐를 주조하고 개인적인 전쟁을 벌일 권한도 있었다. 이탈리아에서 남작 칭호는 1945년까지 인정을 받았다.

### 스페인
중세 초기에 나바라와 아라곤 두 왕국에서는 고위 귀족들을 가리켜 바론(barón)이라 했고 나중에는 리코스 옴브레스(ricos hombres：'부유한 사람들'이라는 뜻)라고 불렀는데, 이는 카스티야의 관행에서 영향을 받은 듯하다. 카탈루냐 지방에서는 단순히 그 지역의 실력자를 뜻했으나 중세 말기에는 프랑스의 남작들보다 훨씬 더 중요한 작위가 되었다. 일부 귀족들은 이 칭호를 계속 보유하려 했으나 1812년 카디스에서 열린 코르테스(스페인 의회)에서 남작위는 폐지되었다.

### 잉글랜드
11~12세기초에 잉글랜드에서는 모든 봉토직수령자들을 배런(baron)이라 불렀으며 이들이 내는 봉토 상속세의 액수는 보통 영지의 크기에 따라 결정했다. 그러나 1200년경부터 이들은 하나의 계급으로서 자리잡았고 대체로 '상위' 또는 '하위'귀족 등으로 그 지위를 나누기까지 했다. 그때까지는 영지를 가진 사람들이 배런이 될 수 있었으나 나중에 에드워드 1세 때에는 왕에게서 소집장을 받은 사람만이 배런 자격으로 궁정회의(뒤에 상원으로 발전함)에 참석할 수 있게 되었다. 이때부터 배런의 지위 결정은 영지소유 유무가 아니라 왕의 뜻에 달리게 되었다. 하지만 국왕의 소집장을 받은 사람이라 해도 당시에는 일반인들과 구별되는 어떤 일정한 칭호나 직위를 갖지는 않았으며 남작이라는 공식 칭호는 1387년 리처드 2세가 처음 도입했다. 이때 리처드 왕은 칙허를 내려 존 비첨에게 비첨 경과 키더민스터 남작의 작위를 주었는데, 헨리 6세 때는 이런 작위수여가 흔히 있었다. 그러나 편지를 쓸 때에는 여전히 남작이라는 말 대신 경(Lord)을 사용했고 오늘날에도 편지글에서 남작을 언급할 때는 '……경'이라는 칭호를 쓴다. 그러나 공작 아래에 있는 다른 귀족들의 경우에는 좀 차이가 있다. 이들을 부를 때는 마찬가지로 '……경'이라는 말을 사용하지만 편지글에는 각자가 가진 작위 이름을 쓴다. '……남작'이라고 부르는 것은 원래 없었던 말로 최근에 쓰기 시작했다.

## 같이 보기
- 강도기사
- 보야르

## 참고 자료
- Sanders, I. J. English Baronies: A Study of their Origin and Descent, 1086–1327. Clarendon Press, 1960.
- Round, J. Horace, "The House of Lords", published in: Peerage and Pedigree, Studies in Peerage Law and Family History, Vol.1, London, 1910, pp. 324–362
- Heraldica
- Chisholm, Hugh, 편집. (1911). 〈Baron〉. 《브리태니커 백과사전》 3 11판. 케임브리지 대학교 출판부. 421–423쪽.